# Сумиёси (станция, Токио)
Станция Сумиёси (яп. 住吉駅 сумиёси эки) — железнодорожная станция, расположенная в специальном районе Кото в Токио. Станция обозначена номерами S-13 (линия Синдзюку) и Z-12 (линия Хадзомон). Станция была открыта 21 декабря 1978 года. На станции установлены автоматические платформенные ворота.

## Планировка станции
- Уровень B1: Холл
- Уровень B2: Турникеты; платформы линии Синдзюку
- Уровень B3: 1-я платформа линии Хандзомон (в сторону станции Сибуя)
- Уровень B4: 2-я платформа линии Хандзомон (в сторону станции Осиагэ)

### Tokyo Metro
Две боковые платформы, расположенные друг над другом.
| 1 | ○ Линия Хандзомон | Отэмати ･ Сибуя ･ ■Линия Дэнъэнтоси |
| 2 | ○ Линия Хандзомон | Кинситё ･ Осиагэ ･ ■Линия Исэсаки   |

### Toei
2 пути и 2 боковые платформы.
| 1 | ○ Линия Синдзюку | Дзимботё ・ Итигая ・ Синдзюку ・ Хацудай ・ Хатагая ・ Мэйдаймаэ ・ Тёфу ・ Хасимото |
| 2 | ○ Линия Синдзюку | Одзима ・ Мотоявата                                                                   |

## Близлежащие станции
| «                           |                  | Линия           |                 | »               |
| Линия Хандзомон             | Линия Хандзомон  | Линия Хандзомон | Линия Хандзомон | Линия Хандзомон |
| --------------------------- | ---------------- | --------------- | --------------- | --------------- |
| Киёсуми-Сиракава            | Киёсуми-Сиракава | -               | Кинситё         | Кинситё         |
| Линия Синдзюку              |                  |                 |                 |                 |
| Кикукава                    | Кикукава         | Local           | Ниси-Одзима     | Ниси-Одзима     |
| Express: не останавливается |                  |                 |                 |                 |